# 北約克姆鎮區 (阿肯色州卡羅爾縣)
北約克姆鎮區（英語：North Yocum Township）是位於美國阿肯色州卡羅爾縣的一個行政鎮區。

## 地方資料
根據2010年美國人口普查的數據，北約克姆鎮區的面積為33.72平方千米，當中陸地面積為33.68平方千米，而水域面積為0.04平方千米。當地共有人口314人，而人口密度為每平方千米9人。